# Trà Ahmad
Ahmad Tea là một công ty trà có trụ sở tại Chandler's Ford, Hampshire, Anh. Nơi đây bán các loại trà túi lọc, trà đặc sản và quà tặng bao gồm: trà đen, trà xanh, trà có nhiều hương vị và trà thảo mộc. Công ty đã chuyển từ London đến trụ sở mới tại Chandler's Ford vào năm 2010.
Trà Ahmad phân phối đến hơn 70 quốc gia và có thể dễ dàng tìm thấy trong các nhà hàng, khách sạn dành riêng, cửa hàng đặc sản cũng như vài chuỗi cửa hàng. Trụ sở của công ty cũng có 1 bảo tàng trà thu hút du khách địa phương. Năm 2015, được nhận 3 giải Hương vị Tuyệt nhất cho các hương vị được pha trộn.
Năm 2012, trong lần hợp tác với tổ chức từ thiện U Support, Ahmad Tea đã mở phòng trà Chariteas mang thương hiệu của công ty ở Hampshire, với toàn bộ số tiền được chuyển tới hỗ trợ các trẻ em khuyết tật. Năm 2013, Ahmad Tea được trao giải nhà đầu tư nhân đạo của năm vì những sáng kiến mang mục địch từ thiện.